# Грембув (Підкарпатське воєводство)
Грембув (пол. Grębów) — село в Польщі, у гміні Грембув Тарнобжезького повіту Підкарпатського воєводства. Населення — 2983 особи (2011).
У 1975-1998 роках село належало до Тарнобжезького воєводства.

## Демографія
Демографічна структура станом на 31 березня 2011 року:
|          | Загалом | Допрацездатний вік | Працездатний вік | Постпрацездатний вік |
| -------- | ------- | ------------------ | ---------------- | -------------------- |
| Чоловіки | 1451    | 342                | 954              | 155                  |
| Жінки    | 1532    | 329                | 852              | 351                  |
| Разом    | 2983    | 671                | 1806             | 506                  |